# 陈立钢
陈立钢（1951年7月—），男，生于上海，祖籍江苏江都，中华人民共和国外交官，曾任中华人民共和国驻安提瓜和巴布达特命全权大使。

## 生平
1976年，毕业于北京外国语学院英语系，进入中华人民共和国外交部工作，曾在驻莱索托大使馆、驻阿曼大使馆、外交部新闻司、驻爱尔兰大使馆、外交部政策研究室任职。后任驻美国大使馆参赞、中国作家协会外事局局长。2007年10月，出任中华人民共和国驻安提瓜和巴布达大使。2010年8月，出任中华人民共和国驻多伦多总领事。2012年1月，自驻多伦多总领事离任。